# Telečka (zaravan)
Telečka (srp.: Телечка) je predio u autonomnoj pokrajini Vojvodini u Srbiji.
Ime je dobila po istoimenom selu koje se nalazi u općini Sombor.

## Zemljopisni položaj
Nalazi se u Bačkoj.

## Geologija
Po građi je praporna terasa.
Stanište je divljači.